# Лето белой воды
«Лето белой воды» (англ. White Water Summer) — американский художественный фильм 1987 года, приключенческая драма, снятая режиссёром Джеффом Блекнером. Главные роли в этом фильме исполнили Кевин Бэйкон, Шон Астин, Джонотан Уорд, Мэтт Эдлер и К. С. Мартел.
Фильм описывает жизнь подростков и показывает их переживания — кинокритиками такой жанр кинематографа назван пубертатной драмой. Премьера фильма состоялась 12 июня 1987 года в США.

## Сюжет
Фильм состоит из воспоминаний молодого парня Алана. Он вспоминает свои подростковые годы. Когда он был подростком, он отправился в поход вместе со своими тремя товарищами. Руководил походом инструктор Вик. На пути ребята встречают лес и горы, бурную горную реку и мост над пропастью.

## В ролях
- Шон Астин — Алан, главный герой
- Кевин Бэйкон — Вик, инструктор
- Джонотан Уорд — Митч
- К. С. Мартел — Джордж
- Мэтт Эдлер — Крис
- Чарльз Сиберт — Джерри Блок
- Кэролайн Мак Уильямс — Виржиния Блок
- Джозеф Пассеррелли — владелец магазина

## Съёмочная группа
- Авторы сценария: Эрнест Киной и Манья Старр
- Режиссёр: Джефф Блекнер
- Продюсеры: Марк Тарлов и Вольфганг Глэйттс
- Оператор: Джон Элкотт
- Композитор: Майкл Боддикер и Journey
- Художник: Джеффри Голдштейн
- Костюмы: Томас Доусон
- Монтаж: Дэвид Рэй
- Декорации: Брюс Гибсон
- Кастинг: Мэри Бак и Сюзан Эдельман

## Другие названия
- Каникулы на воде, Ревущие воды
- White Water Summer, The Rites of Summer